# Alto-saxão
O alto-saxão (em alemão: Obersächsisch) faz parte do grupo dos dialetos do médio-alemão falados na Saxônia e partes da Saxônia-Anhalt e Turíngia.   

Embora sendo saxão, não pode ser confundido com o baixo-saxão que pertence a outro grupo linguístico, que é do baixo-alemão.  

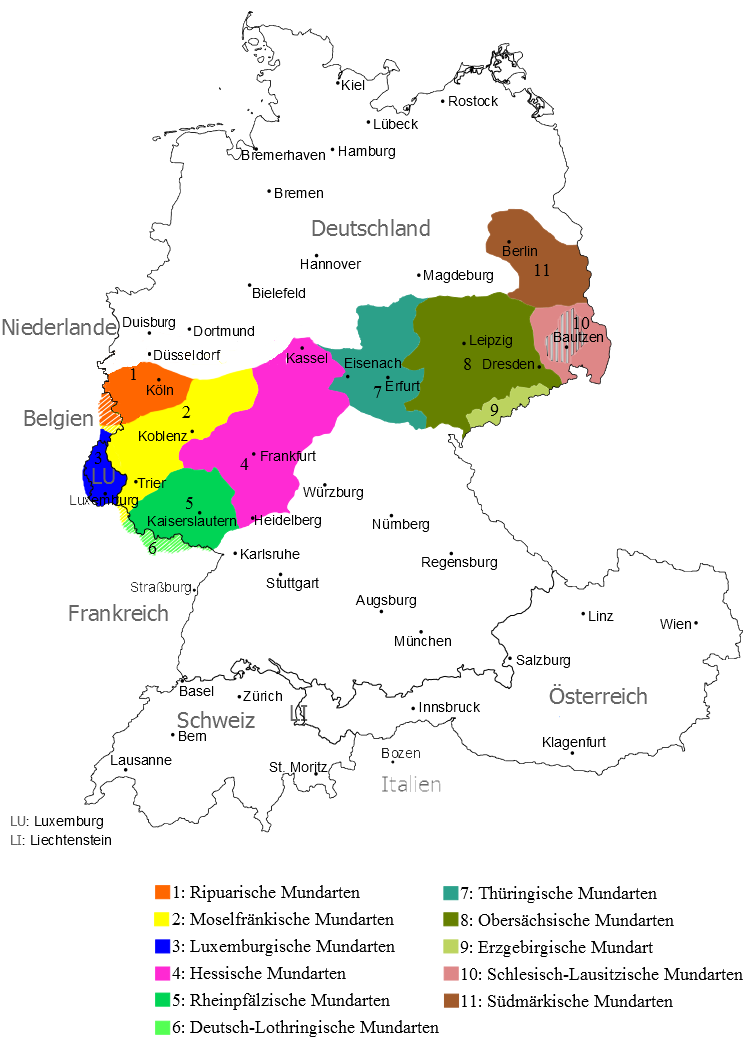
Mitteldeutsche Mundarten

## História
O alto-saxão ou  saxônio é a língua nativa de Martinho Lutero, que traduziu a Bíblia, em 1534, dando início a uma revolução cultural e religiosa, não só no norte da Alemanha, como mais tarde em outras partes do continente Europeu.
A enorme influência da tradução da Bíblia por Lutero sobre a língua alemã escrita baseia-se, por um lado, no fato de que o dialeto de sua terra natal ocupava, linguística e geograficamente, uma posição intermediária entre os dialetos do norte e do sula da Alemanha. Por outro lado, a familiaridade de Lutero com o uso da linguagem da chancelaria saxônica (Meißner Kanzleideutsch) foi outro fator que contribuiu para a unificação da língua alemã escrita. 
Na Idade Média, a Saxônia, situada no leste da atual Alemanha, era uma região em ascensão e atraía migrantes de todos os cantos do território de língua alemã, que traziam seus falares próprios. Desse caldo de cultura, resultou uma espécie de língua franca, o chamado Meißner Kanzleideutsch ou "alemão de chancelaria de Meissen" (cidade próxima a Dresden, capital da Saxônia), utilizado no comércio e na diplomacia. E dado que as rotas comerciais da Europa se cruzavam na Saxônia, esse dialeto local era entendido em quase todo o Sacro Império Romano-Germânico. 
Assim, quando Lutero traduziu a Bíblia, de certa forma elevou um dialeto saxônio a língua padrão. O dialeto prussiano também se apropriou do vocabulário e da gramática do saxônio - embora mantendo diferenças de pronúncia. Mas, em 1763, ao ser derrotada pela Prússia na Guerra dos Sete Anos, a Saxônia  perde  sua hegemonia cultural, e o prussiano se torna a língua padrão. Mais que desprestigiado, o saxônio passaria a ser ridicularizado. "A língua dessas pessoas ofende meus ouvidos!", escreveia o dramaturgo Franz Grillparzer, no século XIX, a propósito do saxônio. Isto porque, entre outros motivos, os saxônios tendem a encurtar e abreviar as palavras e não diferenciam a pronúncia de ch e sch. 
De todo modo, pode-se dizer que o Meißner Kanzleideutsch, o dialeto da chancelaria de Meissen, está para a língua alemã padrão, assim como o dialeto toscano está para a moderna língua italiana, sendo que ambas as línguas foram sistematizadas com base em  uma grande obra literária.    